# Isabela SC
El Isabela SC es un equipo de fútbol de Puerto Rico que juega en la Puerto Rico Soccer League, la liga de fútbol más importante del país.

## Historia
Fue fundado en el año 2011 en la ciudad de Isabela, aunque hicieron su debut en la liga en la temporada 2012 en los niveles inferiores hasta su primera aparición en la máxima categoría en la temporada 2014.